# Övraby församling, Göteborgs stift
Övraby församling var en församling i  Göteborgs stift i Halmstads kommun. Församlingen uppgick 2010 i S:t Nikolai församling.
Församlingskyrka var Holms kyrka.

## Administrativ historik
Församlingen har medeltida ursprung. Ur församlingen utbröts på 1200-talet Halmstads församling och församlingen var därefter till 1563 moderförsamling i pastoratet Övraby och Halmstad. Från 1563 till 1962  annexförsamling i pastoratet Halmstad, Övraby och Holm. Från 1962 till 1970 annexförsamling i pastoratet Martin Luther och Övraby. Från 1970 till 2010 annexförsamling i pastoratet S:t Nikolai och Övraby som 1974 utökades med Holms församling. Församlingen uppgick 2010 i S:t Nikolai församling.
Församlingskod var 138018

## Kyrkor
- Övraby kyrkoruin
- Sperlingsholms kyrka